# حصة العوضي
حصة يوسف عبد الرحمن العوضي، ولدت عام 1956 في قطر وبتحديد في مدينة الخور. حاصلة على بكالوريوس إعلام من جامعة القاهرة في الإذاعة والتلفزيون.
عملت رئيسة لبرامج الأسرة بتلفزيون قطر، وتفرغت للكتابة في أدب الأطفال، وسبقت لها المشاركة في تحرير مجلة «حمد وسحر»، وفي برنامج الأطفال التعليمي «افتح يا سمسم». بدأت محاولاتها الشعرية في سن مبكرة، ونشرت أولى قصائدها في مجلة العروبة عام 1971.
اشتركت في مهرجان الشباب الأول بالجزائر - وكانت في المرحلة الإعدادية - بقصيدتين ومسرحية شعرية عن فلسطين والوحدة العربية. نشرت بعض مقالاتها في صحيفتي الراية، والعرب.

## دواوينها الشعرية
- أنشودتي (للأطفال) 1983 - أنشودتي (الجزء الثاني) 1987 - كلمات اللحن الأول 1988.
- فازت بالجائزة الأولى في مسابقة كلية الإعلام الأدبية، ومسابقة نادي طلبة قطر الثقافي.